# Istituto Luigi Sturzo
L'Istituto Luigi Sturzo è un ente morale senza scopo di lucro nato il 25 novembre 1951 con decreto n. 1408 del Presidente della Repubblica Luigi Einaudi, per volere di un gruppo di amici di Luigi Sturzo che intesero assicurare al suo pensiero e alle sue opere un'adeguata collocazione che potesse contribuire a favorire e incentivare gli studi in campo umanistico, con particolare riguardo alla storia e alla sociologia.
L'istituto ha sede nel Palazzo Baldassini in Via delle Coppelle.
Secondo gli intendimenti del fondatore, l'Istituto doveva operare nei diversi campi del sapere, dalla sociologia alla ricerca storica al diritto e all'economia, per contribuire alla formazione delle nuove classi dirigenti nell'immediato dopoguerra sulla scia del vivace dibattito – fra i Partiti e nel Parlamento – sui problemi della ricostruzione e dello sviluppo dell'Italia.
L'Istituto dispone di un vasto patrimonio documentario relativo al cattolicesimo politico conservato presso l'Archivio (112 Fondi personali e di partito, 1.300 manifesti, 200.000 fotografie, 1.450 documenti audio e 650 pellicole) e presso la Biblioteca Gabriele de Rosa (140.000 volumi e 600 periodici).

## Principali fondi conservati
- Fondo Luigi Sturzo (1891-1959)
- Archivio Giulio Andreotti
- Fondo Tina Anselmi (1968-1987)
- Fondo Francesco Bartolotta (1947-1953)[4]
- Fondo Emilio Colombo
- Fondo Ferdinando Della Rocca (1945-1946)[5]
- Fondo Giuseppe De Luca
- Fondo Gabriele De Rosa
- Fondo Giovanni Gronchi (1904-1978)
- Fondo Filippo Meda (1831-1949)
- Fondo Flaminio Piccoli (1960-2000)
- Fondo Mario Scelba (1925-1982)
- Fondo Giuseppe Spataro (1911-1978)
- Fondo Democrazia Cristiana (1943-1993)[6]
- Fondo Democratici-L'Ulivo

## Pubblicazioni periodiche
- Rivista Civitas
- Rivista Sociologia